# Matthias Kahle

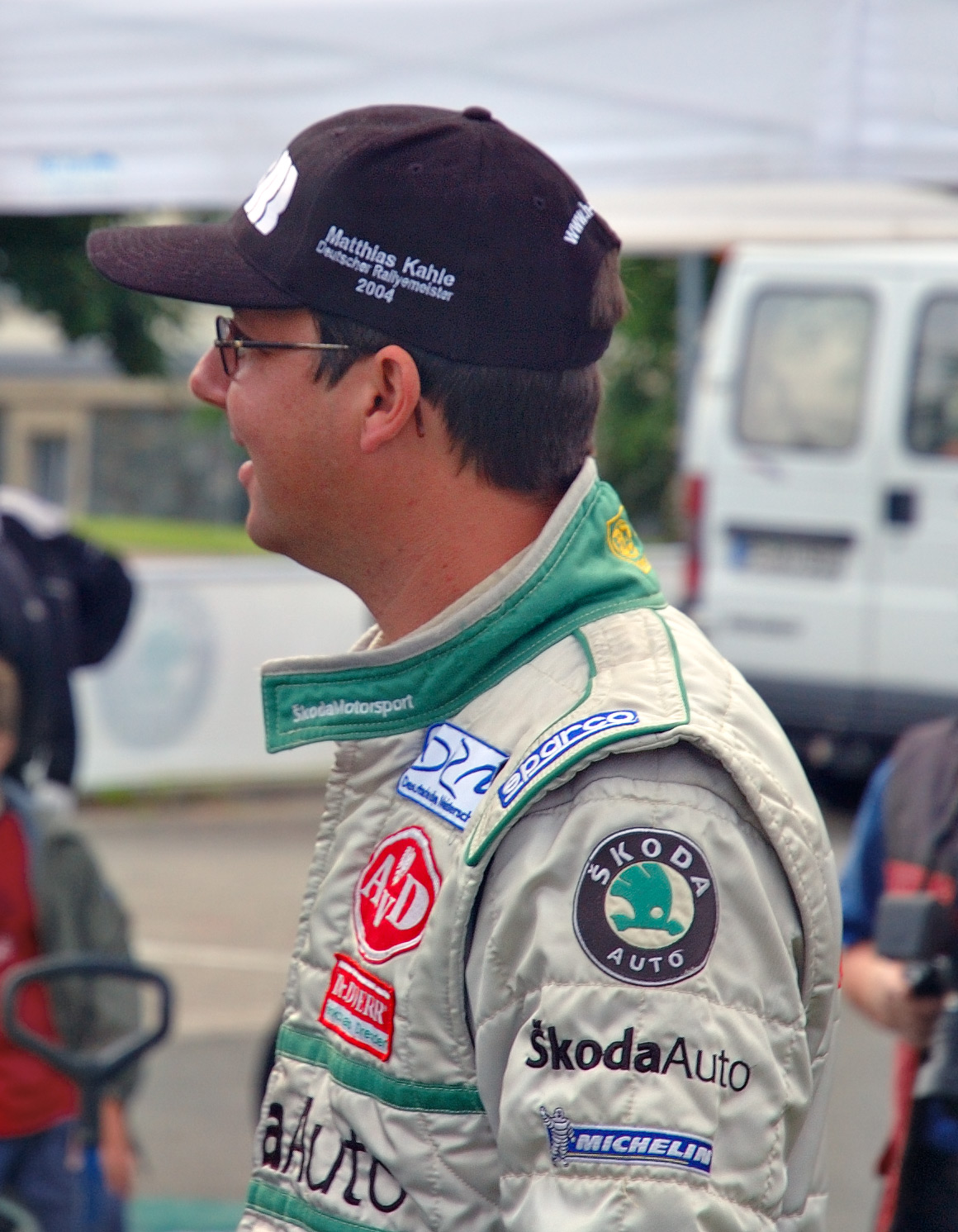
Matthias Kahle 2005

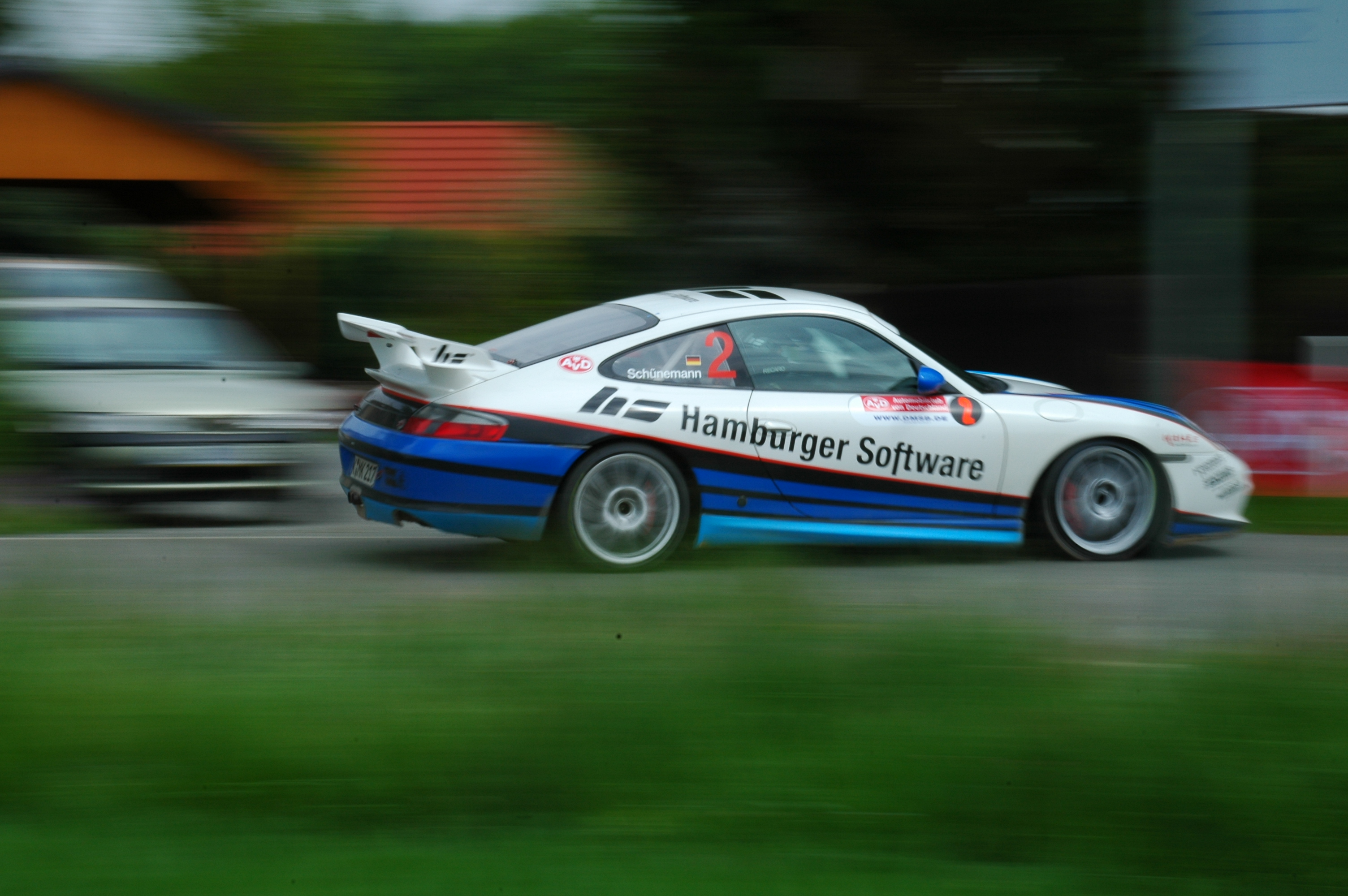
Matthias Kahle im Porsche 996 GT3 während der Sachsen-Rallye 2008

Matthias Kahle (* 4. März 1969 in Görlitz) ist deutscher Rallyefahrer. Er ist deutscher Rallyemeister der Jahre 1997, 2000, 2001, 2002, 2004, 2005 und 2010 sowie Rallyevizemeister 1998 und 2003. Außerdem gewann Matthias Kahle 2006 die Deutsche Rallye Serie.

## Karriere
Matthias Kahle wollte schon als Kind Rennfahrer werden und fuhr – verbotenerweise – mit dem Trabant seines Großvaters durch die Gegend um seine Heimatstadt Görlitz. Nach dem Abitur erlernte er den Beruf des Anlagen-Monteurs und arbeitete sechs Jahre im Braunkohlebergbau der Lausitz, um sein erstes Rallye-Auto finanzieren zu können.
1993 begann seine aktive Motorsportkarriere. Sein Debüt gab er auf einem Peugeot 205 GTI in Wittenberg. Bereits ein Jahr später wurde er im Renault Clio Williams Deutscher Amateur-Rallyemeister. 1995 gelang Matthias Kahle der große Durchbruch. Er gewann eine Nachwuchsfahrersichtung von Toyota und durfte daher 1996 ausgewählte DRM-Läufe im Werks-Toyota mitfahren. Im Toyota Celica 4WD wurde er 1996 auf Anhieb Sechster in der Deutschen Rallye-Meisterschaft.
Bereits ein Jahr später, 1997, holte sich der gebürtige Görlitzer seinen ersten DRM-Titel auf Toyota. Diesen Erfolg wiederholte Matthias Kahle in den Jahren 2000 und 2001 im Seat sowie 2002, 2004 und 2005 im Škoda Fabia I. 2006 wurde die DRM nicht ausgetragen und daher startete Matthias Kahle mit Beifahrer Peter Göbel 2006 in der Deutschen Rallye Serie und gewann das damals neu gegründete Championat auf Anhieb. 2007 gab der deutsche Rekordmeister einen Gaststart bei seinem Heimspiel, der Lausitz-Rallye, und fuhr mit einem sieben Jahre alten Škoda Octavia WRC, den er von Christian Doerr zur Verfügung gestellt bekam, auf Platz zwei in der Gesamtwertung. Im Frühjahr 2008 gründete Kahle sein eigenes Rallyeteam Kahle Motorsport und startete mit einem Porsche 996 GT3 in der Deutschen Rallye-Meisterschaft. An seiner Seite nahm der Hamburger Softwareunternehmer Dr. Thomas M. Schünemann Platz.
2010 kehrte Matthias Kahle zu Škoda zurück und ging mit einem Škoda Fabia S2000 in der Deutschen Rallye-Meisterschaft an den Start. Dank zweier Siege holte er sich erneut den Meistertitel. Mit 7 Titeln und 41 Siegen ist Matthias Kahle der mit Abstand erfolgreichste Pilot in der Deutschen Rallye-Meisterschaft. 2011 gewann er die traditionsreiche Wartburgrallye 2011 mit seinem Škoda Octavia WRC. Bei der zur Intercontinental Rally Challenge 2011 gehörenden Rallye Schottland belegte er den zehnten Gesamtrang.
Neben seinem Engagement in der Deutschen Rallye-Meisterschaft startete Matthias Kahle bei acht WM-Rallyes und kam 1999 bei drei Läufen unter die ersten zehn im Gesamtklassement. Sein bestes Ergebnis war der siebte Platz in Neuseeland 1999.

### Marathonrallyes
Seit 2004 unternimmt Kahle regelmäßig Ausflüge in den Raid-Sport. Bei der UAE Desert Challenge in Dubai 2004 und der Rallye d’Orient 2005 wurde er Fünfter. Bei der Rallye Dakar 2006 fuhr er bis auf den zehnten Rang nach vorn, bis sein Fast&Speed-Buggy streikte und Kahle aufgeben musste. 2008 ging Kahle mit Beifahrer Thomas Schünemann bei der Rallye Transorientale an den Start.
Bei der Rallye Dakar 2009 wurde Kahle Sieger in der Buggy-Klasse und 15. in der Gesamtwertung. Im folgenden Jahr holten Kahle und Beifahrer Schünemann den zweiten Platz in der Buggy-Wertung sowie Platz 18 im Gesamtklassement.
Im Jahr 2010 gewann er die Buggy-Wertung erneut und holte einen beachtlichen 10. Gesamtrang.

## Statistik

### WRC-Ergebnisse
| Saison | Team                            | Fahrzeug               | 1   | 2   | 3   | 4     | 5   | 6   | 7       | 8       | 9       | 10      | 11  | 12  | 13  | 14     | 15  | 16  | Punkte | Pos. |
| ------ | ------------------------------- | ---------------------- | --- | --- | --- | ----- | --- | --- | ------- | ------- | ------- | ------- | --- | --- | --- | ------ | --- | --- | ------ | ---- |
| 1999   | Toyota Castrol Team Deutschland | Toyota Corolla WRC     | MON | SWE | KEN | POR 8 | ESP | FRA | ARG     | GRE DNF | NZL 7   | FIN     | CHN | ITA | AUS | GBR 10 |     |     | 0      | -    |
| 2001   | Matthias Kahle                  | Seat Cordoba WRC Evo2  | MON | SWE | POR | ESP   | ARG | CYP | GRE DNF | KEN     | FIN     | NZL     | ITA | FRA | AUS | GBR    |     |     | 0      | -    |
| 2002   | Škoda Motorsport                | Škoda Octavia WRC Evo3 | MON | SWE | FRA | ESP   | CYP | ARG | GRE     | KEN     | FIN     | GER DNF | ITA | NZL | AUS | GBR    |     |     | 0      | -    |
| 2003   | Škoda Auto Deutschland          | Škoda Octavia WRC Evo3 | MON | SWE | TUR | NZL   | ARG | GRE | CYP     | GER 15  | FIN     | AUS     | ITA | FRA | ESP | GBR    |     |     | 0      | -    |
| 2006   | Škoda Auto Deutschland GmbH     | Škoda Fabia WRC 05     | MON | SWE | MEX | ESP   | FRA | ARG | ITA     | GRE     | GER DNF | FIN     | JPN | CYP | TUR | AUS    | NZL | GBR | 0      | -    |

### IRC-Ergebnisse
| Saison | Team                   | Fahrzeug          | 1   | 2   | 3   | 4   | 5   | 6   | 7      | 8      | 9   | 10     | 11    | Punkte | Pos. |
| ------ | ---------------------- | ----------------- | --- | --- | --- | --- | --- | --- | ------ | ------ | --- | ------ | ----- | ------ | ---- |
| 2011   | Škoda Auto Deutschland | Škoda Fabia S2000 | MON | CAN | COR | YAL | YPR | AZO | ZLI 19 | MEC 19 | SAN | SCO 10 | CYP 6 | 17,5   | 14   |

## Galerie

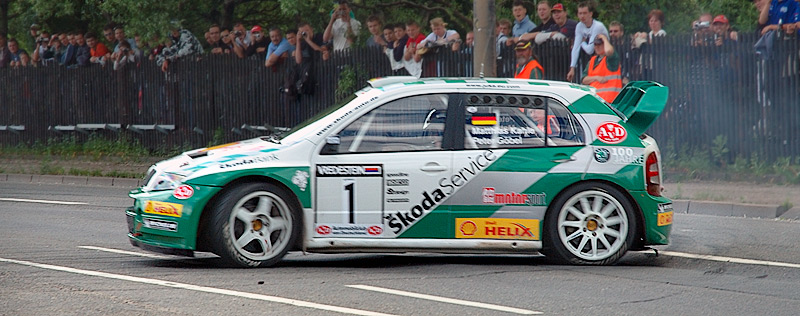
Škoda Fabia WRC während der Sachsen-Rallye 2005
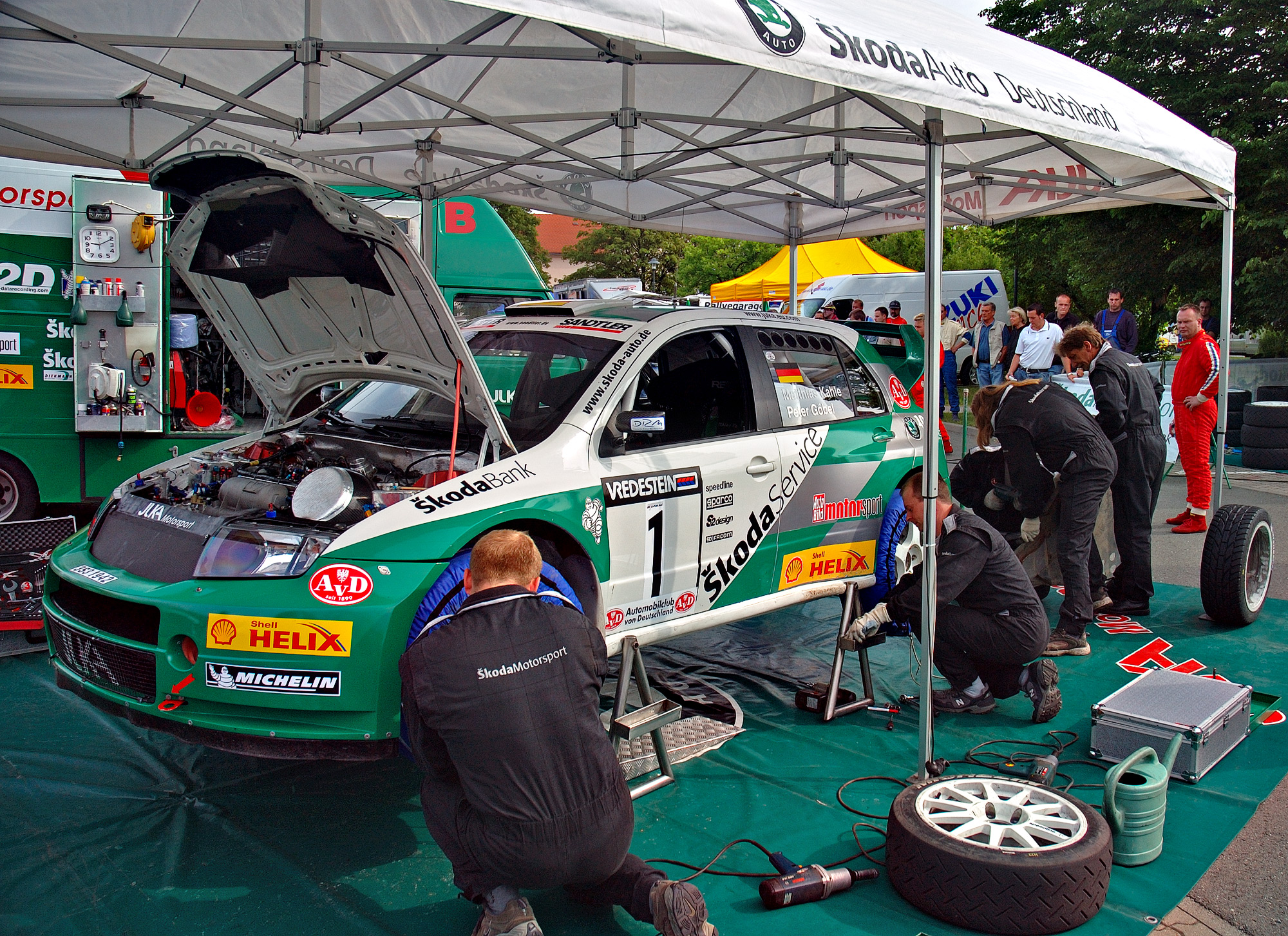
Auto und Škoda-Team während der Wartung zwischen den Wertungen
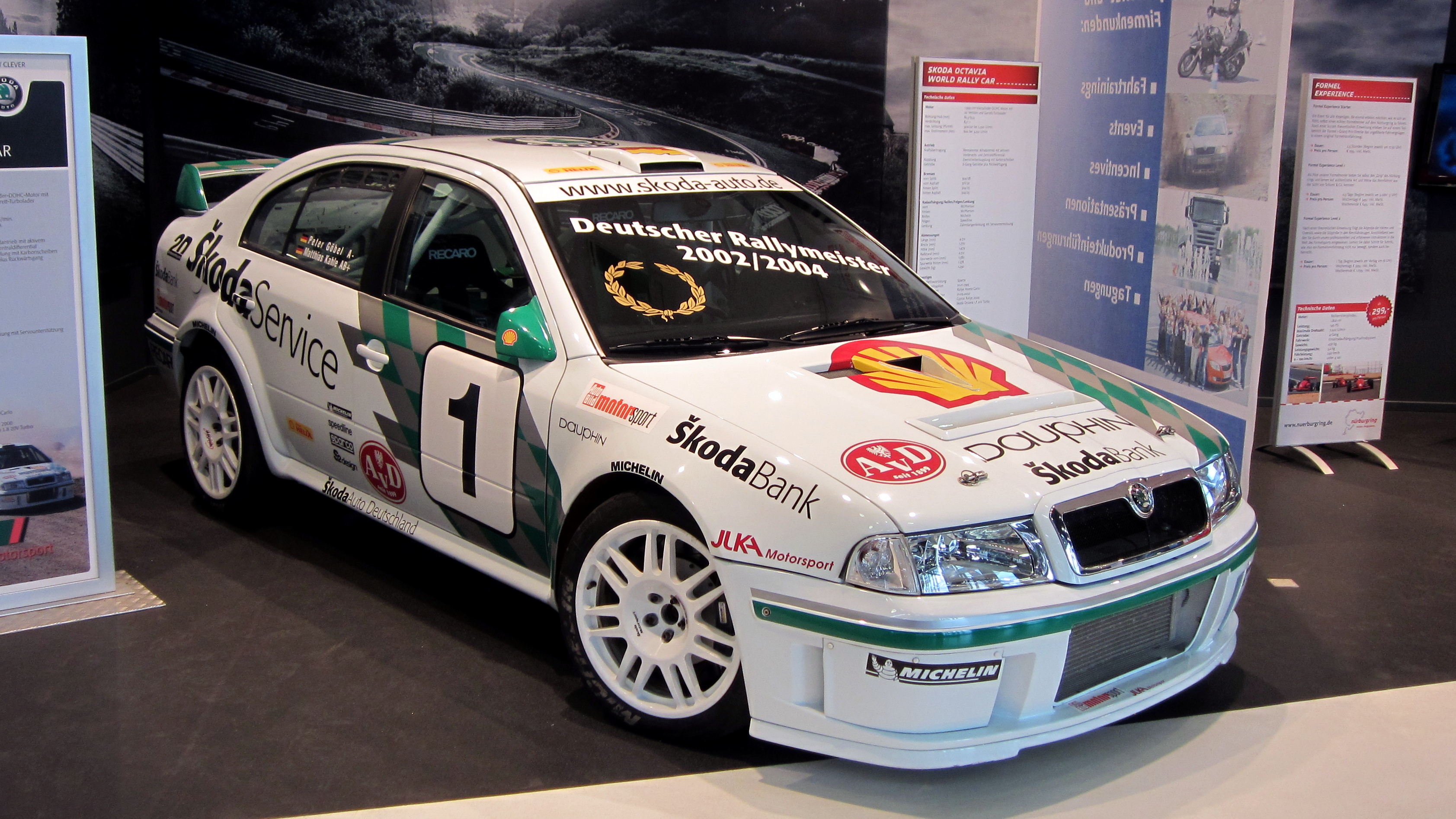
Škoda Octavia WRC im ring°boulevard